# Тејлор Рак
Тејлор Медисон Рак (енгл. Taylor Madison Ruck; Келоуна, 28. мај 2000) — канадска је пливачица, национална рекордерка, освајачица медаља на Олимпијским играма и светским првенствима и некадашња деветострука светска јуниорска првакиња. Њена специјалност у трке слободним и леђним стилом.
Са освојених 13 медаља, од чега 9 златних, на светским јуниорским првенствима, Тејлор Рак је најуспешнија пливачица у историји светских првенстава за јуниоре. 

## Спортска каријера
Иако је рођена у градићу Келоуна, у канадској покрајини Британска Колумбија, Тејлор се са родитељима преселила у Скотсдејл у Аризони у доби од десет месеци. У Сједињеним Државама је завршила средњу школу и почела интензивније да се бави пливањем, прво пливајући на локалним школским такмичењима.
За репрезентацију Канаде је успешно дебитовала 2015. на светском првенству за јуниоре одржаном у Сингапуру, где је освојила чак 6 медаља, од чега три златне. Одлични резултати испливани у Сингапуру обезбедили су јој могућност учешћа на кандском изборном првенству за ЛОИ 2016, међутим због проблема са бронхитисом отказала је те трке. Иако није учествовала на изборном такмичењу, тренери канадске репрезентације су је ипак накнадно уврстили на списак учесника Олимпијских игара у Рију.
У Рију је Тејлор пливала у све три женске штафетне трке, а у тркама на 4×100 и 4×200 слободно освојила је две бронзане медаље. Медаља у трци на 4×100, у којој су поред Тејлор у финалу пливале још и Сандрин Мелвил, Шантал ван Ландегем и Пени Олексијак, била је прва канадска олимпијска медаља у штафетама слободним стилом након 40 година.
 Тејлор Рак и Пени Олексијак су уједно постале и први спортисти освајачи олимпијских медаља рођени током 2000-их година. Такмичарску годину је завршила освајањем 4 медаље, од чега две златне, на Светском првенству у малим базенима, одржаном у канадском Виндзору. 
Јуниорску каријеру званично је завршила на Светском првенству у Индијанаполису 2017, где је освојила 7 медаља, од чега 6 златних. 
На светским првенствима у великим базенима је дебитовала у Квангџуу 2019. освојивши три бронзане медаље. Такмичила се и на првенствима света у Будимпешти 2022, Фукуоки 2023. и Дохи 2024. године. 
Тејлор Рак је била део канадског олимпијског тима и на Играма у Токију 2020. и Паризу 2024. године. У Токију је освојила две медаље, сребро у трци на 4×100 слободно и бронзу на 4×100 мешовито. У обе трке је пливала само у квалификацијама. У Паризу је по први пут наступила и у једној појединачној трци, остваривши пласман на 13. место у полуфиналу трке на 50 метара слободно.